# 乙酰克里定
乙酰克里定或醋克利定是一种有机化合物，化学式为C9H15NO2。它可由3-喹核醇和乙酸酐反应制得。它和3-溴溴苄反应，得到季铵盐N-(3-溴苄基)乙酰克里定溴化物。